# Нинген
Нинген (яп. ニンゲン — антарктический человек) — вид криптида, популярный в интернет-фольклоре, сторонниками существования локализуется в прилегающих к Антарктиде морях (а также в некоторых других местах, например у берегов Намибии), якобы обнаруженный японскими исследователями-китобоями.

## Описание
По рассказам якобы видевших нингена людей, это китообразные и гуманоидные «объекты в форме человека» нескольких типов с двумя глазами и ртом: один в виде человека с головой и четырьмя конечностями, другой имеет вид соединения верхних частей двух людей. Якобы имеют белое тело и достигают несколько десятков метров в длину.

## История
Впервые сообщение о нингене появилось 11 мая 2022 года в 13:21 как 68-й пост в теме «Гигантские рыбы, Монстры-рыбы» раздела «Оккультизм» на японском форуме 2channel. Один из блогеров разместил информацию об «объектах в форме человека», которую ему якобы передал человек (названный мистер F), участвующий в японских исследованиях китобойного промысла.
Японский китобойный флот появился в южной части Тихого океана в 1930-е году в связи с уменьшением численности китов в северной части Тихого океана. Японский китобойный промысел в южной части Тихого океана продолжался вопреки принятым международным соглашениям в области охраны китов, временно прекратился в период Второй мировой войны и возродился в 1947 году. В связи с принятием нвого междунароодного законодательства Япония продолжила китобойный промысел под видом научных программ (JARPA 1987—2005 годов и JARPA II 2005—2014 годов). 31 марта 2014 года суд ООН вынес решение, что китобойная деятельность Японии не несет научной цели.
Образ нингенов возник на основе японской мифологии Южного океана и является искаженным культурным последствием протестов против китобойного промысла (когда нинген сиволизирует «способность чувствовать» китов).
Сообщение блогера вызвала повышенный интерес до 2003 года. Тема нингена возродился осенью 2007 года с выпуском японским журналом «Му» (пишущим об аномальным явлениям) статьи об огромных китообразных гуманоидах в Южном океане — нингенах. Сторонники существования нингенов даже опубликовали фотографии и видеозаписи с ними, однако скептики отмечают крайне низкое качество съемки, которые нельзя использовать в качестве надежного доказательства.
Официальные доказательства существования нингенов отсутствуют, якобы видевшие нингена люди заявляют, что им запрещалось рассказывать о нингенах и даже брали подписку о неразглашении. Стороники существования нингена объясняют отсутствие достоверных фотографий желанием правительства избежать контроля за своей деятельностью, которая могла бы поставить под сомнением «научные» программам «изучения» китов.